# Johann Heinrich Achterfeld
Johann Heinrich Achterfeld (Achterveldt) (ur. 1 czerwca 1788 w Wesel, zm. 11 maja 1877 w Bonn) – niemiecki teolog katolicki, profesor i wydawca.
Johann Achterfeld studiował teologię w Kolonii i Münster, był uczniem Georga Hermesa. Po święceniach kapłańskich (w 1813) sprawował przez krótki okres posługę duszpasterską w Wesel i Xanten. W 1817 został powołany na stanowisko profesora teologii w Collegium Hosianum w Braniewie, w latach 1825/1826 sprawował funkcję rektora tej uczelni. W 1826 został mianowany profesorem teologii moralnej i hоmiletyki na Uniwersytecie w Bonn. Od 1827 przewodził tamtejszemu konwiktowi teologicznemu. 
W 1832 założył razem z Johannem Braunem czasopismo Zeitschrift für Philosophie und katholische Theologie, w którym publikował w latach 1834–1836 wykłady Georga Hermesa z dogmatyki katolickiej. Gdy papież Grzegorz XVI w 1835 w breve Deum acerbissimas potępił hermezjanizm, a wykłady Hermesa trafiły na indeks ksiąg zakazanych, Johann  Achterfeld nie podporządkował się tej decyzji. Wskutek tego został pozbawiony funkcji kierownika konwiktu, a jednocześnie odmówiono mu dalszego prowadzenia wykładów. W 1843 została zawieszona jego profesura. Dopiero po złożeniu oświadczenia o podporządkowaniu się, zakazy zostały cofnięte w 1862 przez władze świeckie i 1873 i przez Kościół.